# Som en Pascha
Som en Pascha (Like a Pascha) är en dokumentärfilm från 2010 av Svante Tidholm som diskuterar sexköp och utspelar sig på Pascha, Europas största bordell..